# Santana de Cataguases
Santana de Cataguases é um município brasileiro do estado de Minas Gerais. Sua população estimada em 2007 era de 3.602 habitantes.

## Geografia
O município localiza-se na Mesorregião da Zona da Mata mineira e dista por rodovia 325 km da capital Belo Horizonte.

### Relevo, clima, hidrografia
A altitude da sede é de 240 m. O clima é do tipo tropical com chuvas durante o verão e temperatura média anual em torno de 23,5 °C, com variações entre 18 °C (média das mínimas) e 31 °C (média das máximas). (ALMG)
Santana de Cataguases está inserido na bacia do rio Paraíba do Sul, sendo banhado pelo ribeirão da Fumaça.

### Demografia
Dados do Censo - 2000
População Total: 3.360
- Urbana: 2.613
- Rural: 747
- Homens: 1.734
- Mulheres: 1.626

(Fonte: AMM)
Densidade demográfica (hab./km²): 20,6
Mortalidade infantil até 1 ano (por mil): 25,4
Expectativa de vida (anos): 71,1
Taxa de fecundidade (filhos por mulher): 2,3
Taxa de Alfabetização: 81,2%
Índice de Desenvolvimento Humano (IDH-M): 0,739
- IDH-M Renda: 0,627
- IDH-M Longevidade: 0,769
- IDH-M Educação: 0,820

(Fonte: PNUD/2000)

## História
A cidade teve origem no arraial formado no século XIX nos arredores da capela de Santana. O povoado tornou-se distrito do município de Cataguases em 1882, sendo emancipado em 30 de dezembro de 1962.
Hoje a economia da cidade gira em torno das micro e pequenas empresas, destacam-se laticínios e confecções de roupas.
Santana é uma cidade de pessoas carismáticas e hospitaleiras, de belos rios e cachoeiras com áreas de florestas remanescentes da Mata Atlântica.
Informativo: Sempre no final do mês de julho acontece a festa da cidade e exposição de gado leiteiro. (Ou não. como foi o caso de 2009)